# Abbaye Saint-Benoît de São Paulo
L'abbaye Notre Dame de L'Assomption, plus connu comme Monastère Saint-Benoît de São Paulo (en portugais : Mosteiro de São Bento) est une abbaye bénédictine du centre historique de São Paulo fondée en 1598 et appartenant à la congrégation bénédictine brésilienne au sein de la confédération bénédictine. Son église, plus connu comme abbatiale érigée en basilique mineure en 1922 est dédiée à Notre-Dame de l'Assomption. Ses chants grégoriens sont réputés. Les bâtiments monastiques et l'église ont été reconstruits entre 1910 et 1914, et comportent tous deux un riche décor réalisé par l'école de Beuron.

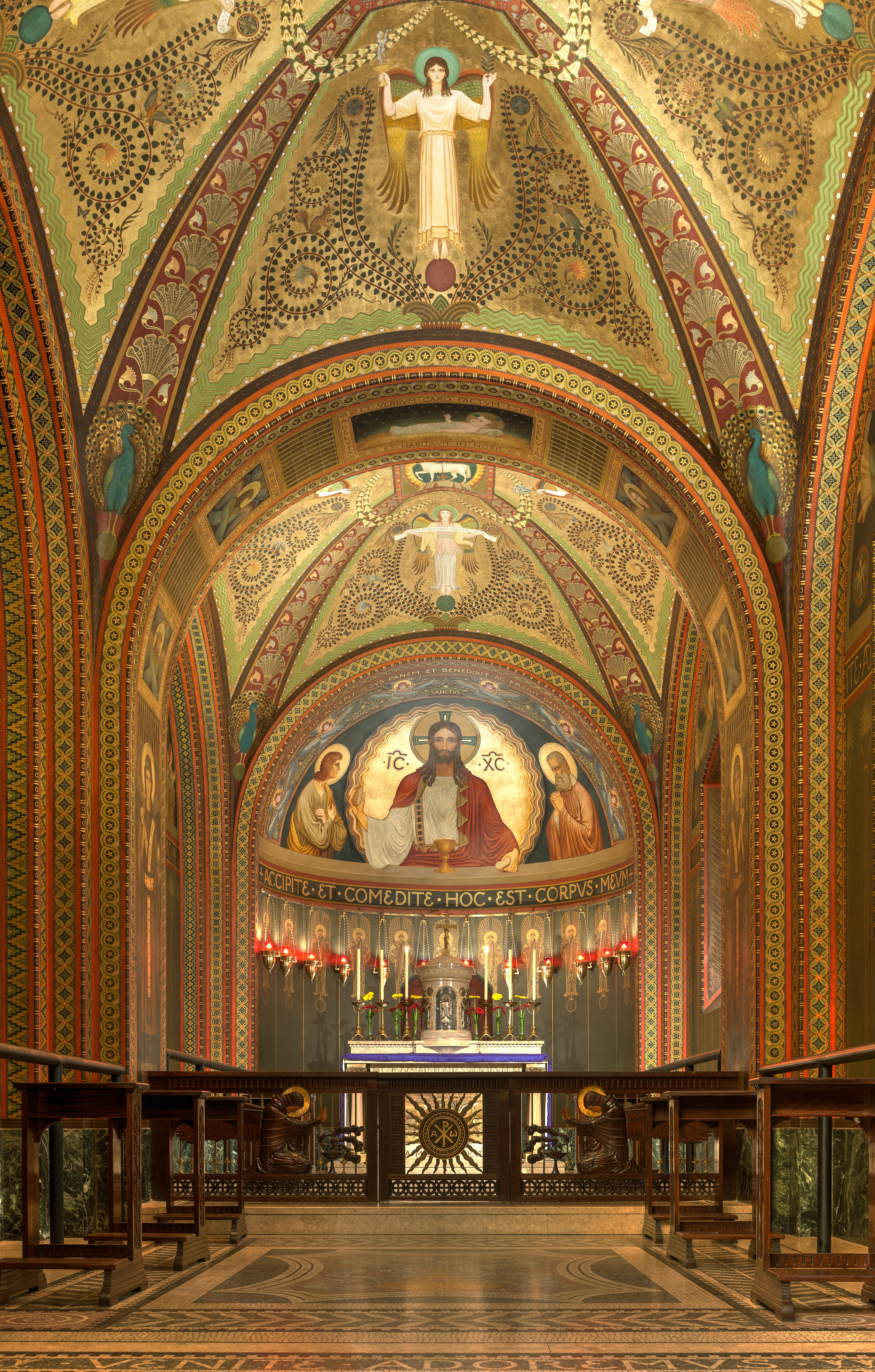
Vue de l'intérieur
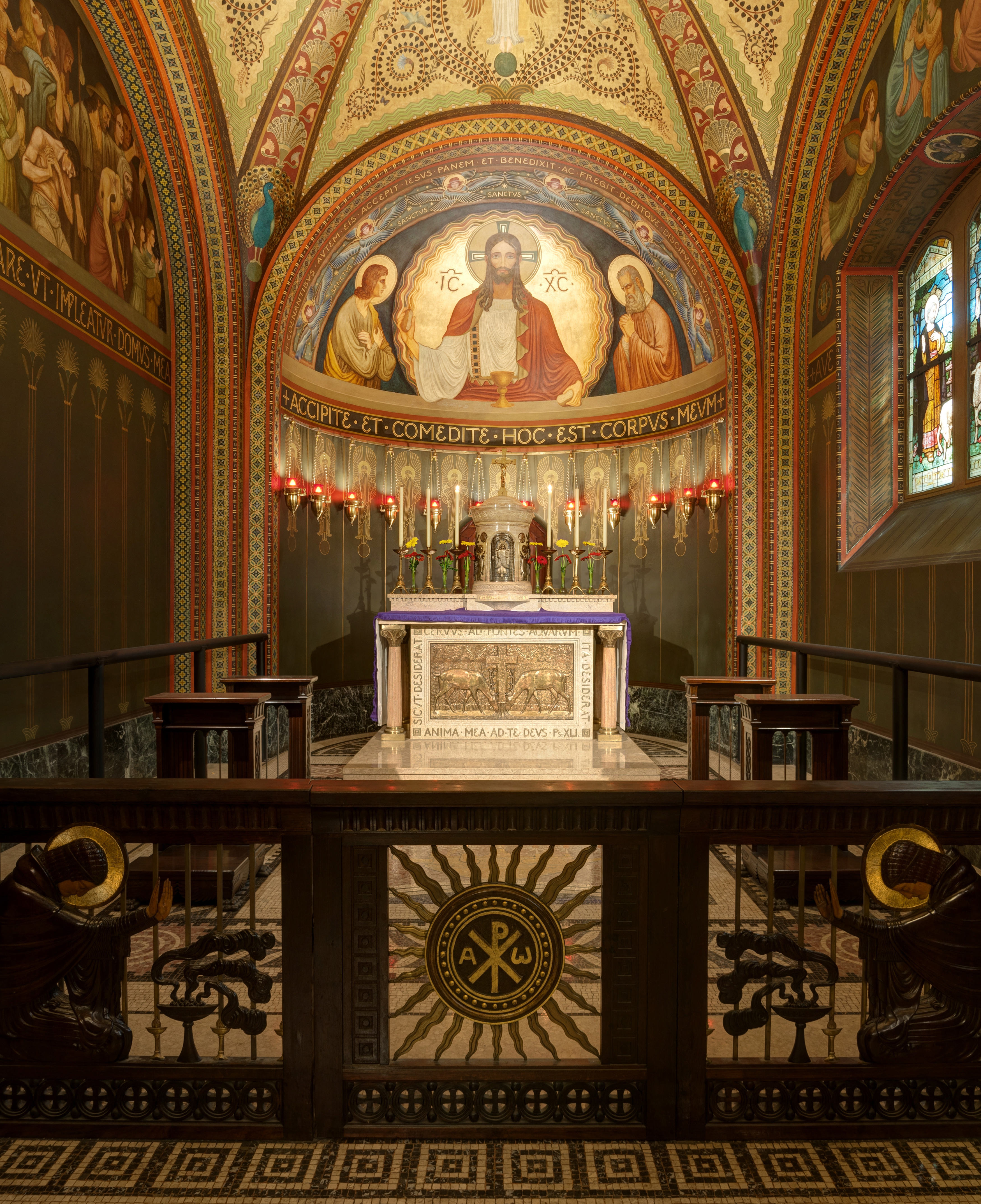
Le chœur.
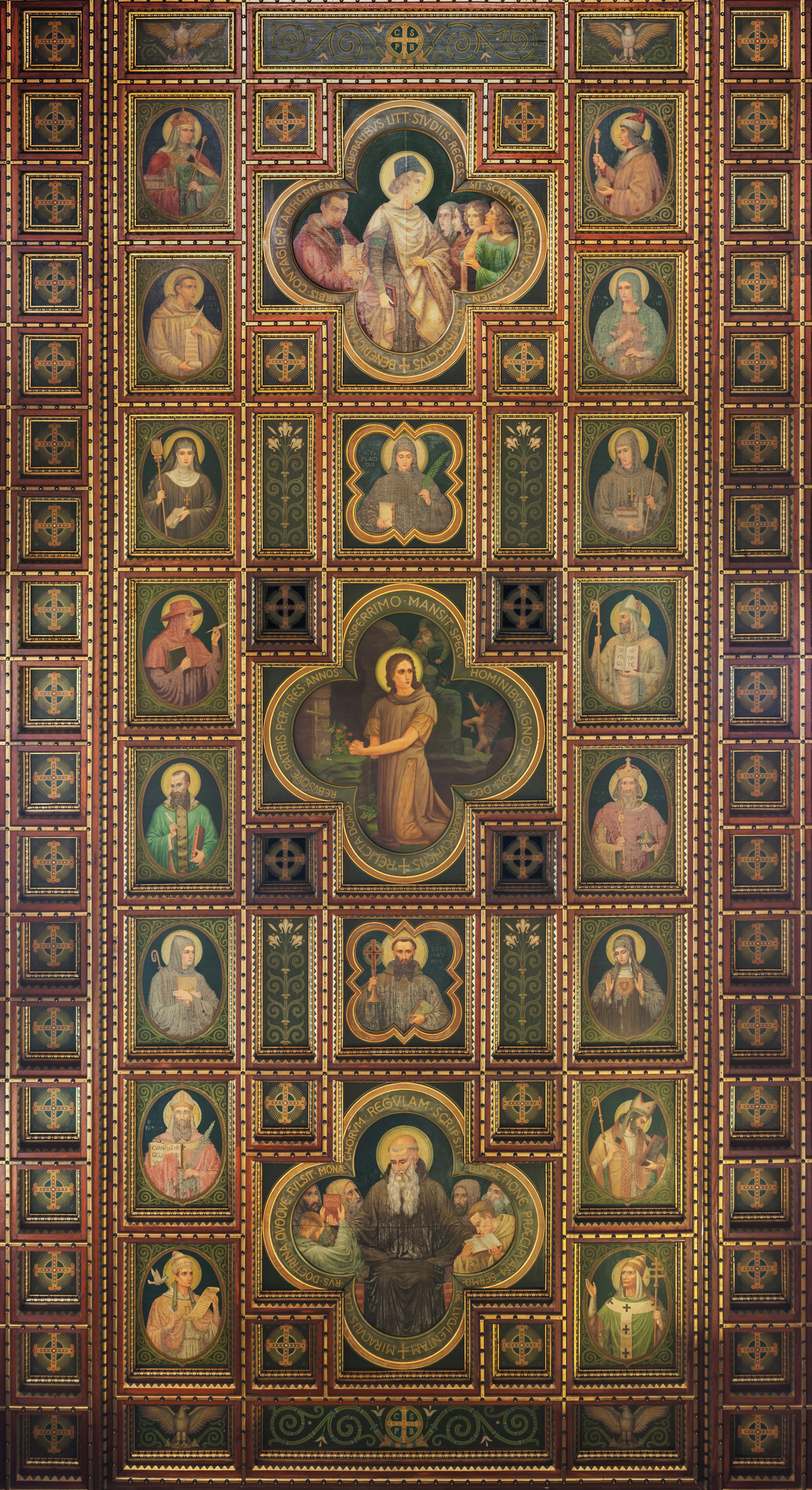
Un plafond.

L'abbaye dirige le Colégio de São Bento (Collège Saint-Benoît) et la Faculdade de São Bento (Faculté Saint-Benoît).
Elle a accueilli le Pape Benoît XVI en mai 2007. 